# Canal de Mona

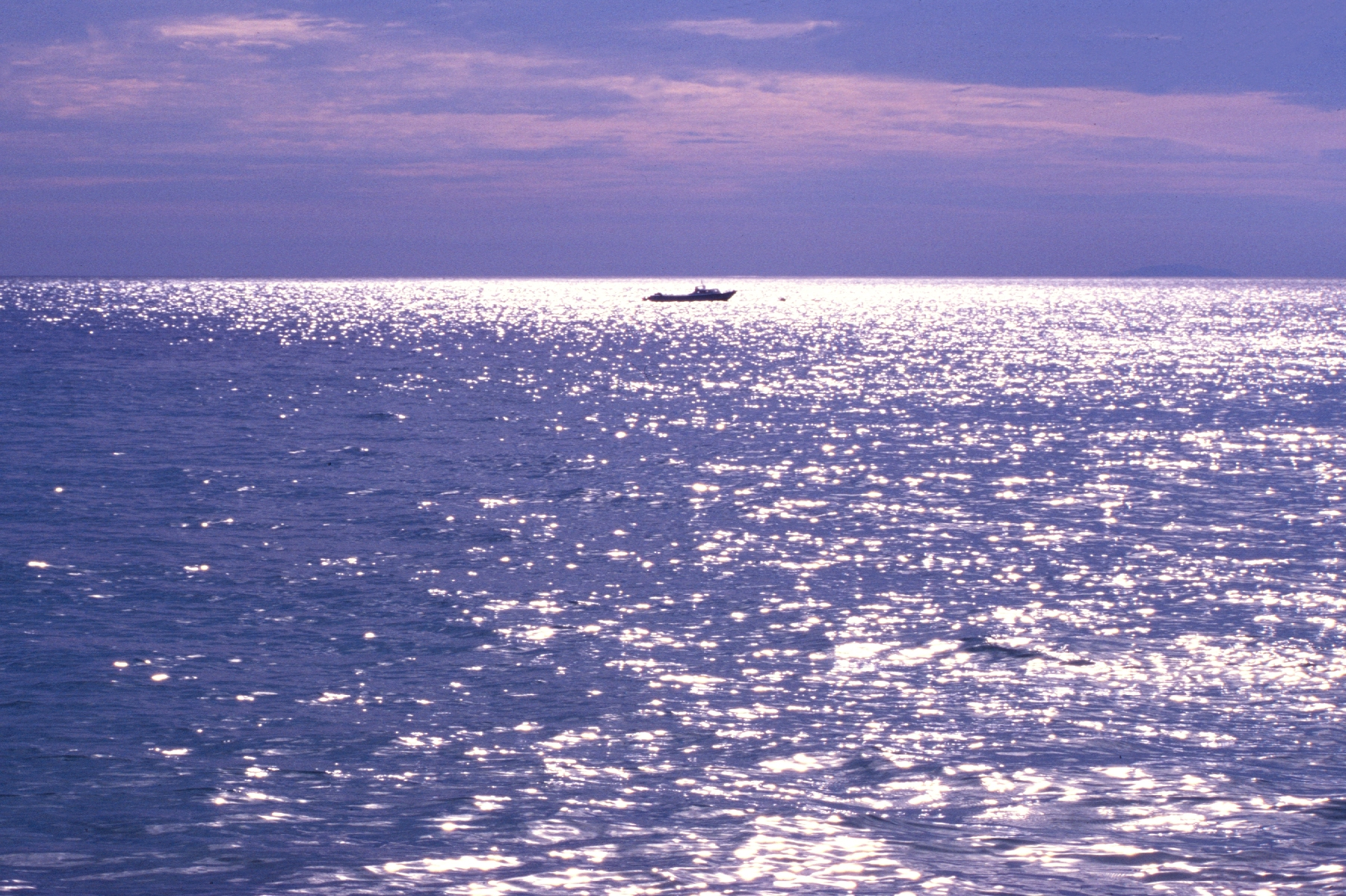
Águas do Canal de Mona

O canal de Mona ou passagem de Mona fica entre a República Dominicana e Porto Rico. O canal é a principal via marítima entre os dois países. O canal de Mona é também uma pequena passagem entre o Oceano Atlântico e o Mar das Antilhas. O canal banha cidades como Mayagüez. A largura do canal chega a mais de 380 km. No meio do canal fica a ilha de Mona.